# Andorrese keuken
De verschillen tussen de Andorrese keuken en die van nabijgelegen Catalaanstalige gebieden zoals Cerdanya en vooral Alt Urgell, waarmee Andorra sterke culturele banden heeft, zijn beperkt. Net zoals Andorra op taalkundig en anderszins cultureel gebied deel uitmaakt van de Països Catalans is ook de Andorrese gastronomie tot de Catalaanse keuken te rekenen, al kent Andorra bijkomende Franse en Italiaanse invloeden, zoals de gewoonte om vis en vlees met saus te serveren, of het gebruik van pasta's.
Andorra's keuken is een natuurlijke keuken die hoofdzakelijk werkt met producten afkomstig van de zelfvoorzienende economieën van de drie valleien, zoals spek, vis, vlees (met name konijn, lam en geitenlam), groenten, graangewassen en bosvruchten.

## Typische gerechten
- Konijn met tomaten (Catalaans: conill amb tomàquet)
- Geroosterd lam (xai rostit)

### Andorra la Vella

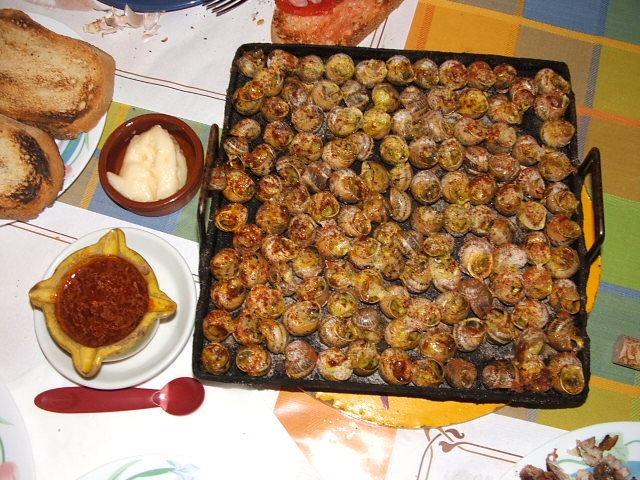
Caragols a la llauna

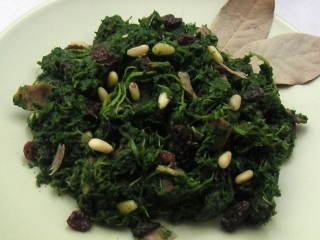
Spinazie op z'n Catalaans

Volgens de Andorrese overheid zijn de volgende gerechten en dranken typisch voor de hoofdstad Andorra la Vella. Een aantal ervan kan echter met heel Andorra of zelfs met de Catalaanse keuken in het algemeen in verband worden gebracht.

#### Gerechten
- Braambessenconfituur (melmelada de mores)
- Brossat (zachte kaas)
- Caragols a la llauna (gegrilde en gekruide wijngaardslakken)
- Coca masegada (zoete koek met muskaat- en brandewijn)
- Eend met winterpeer (ànec amb pera d'hivern)
- Escudella de pagès of escudella barrejada (mengbereiding van aardappelen, kikkererwten, wortelen en vlees)
- Everzwijnragout (civet de porc fer)
- Geitenlam in de oven met haksel van gedroogd fruit (cabrit al forn amb picada de fruits secs)
- Knoflookmayonaise met kweepeer (allioli de codony)
- Krulsla met gekonfijte eendenmaagjes en paddenstoelen (escarola amb pedrers d'ànec confitat i bolets)
- Gevulde morieljes met varkensvlees (murgues farcides amb carn de porc)
- Rijst met paddenstoelen (arròs amb bolets)
- Rivierforel op z'n Andorrees (truita de riu a l'andorrana)
- Spinazie op z'n Catalaans (espinacs a la catalana)
- Trinxat (bereiding van aardappelen, kool en buikspek)

#### Drank
- Warme en geflambeerde wijn (vi calent e cremat)

### Canillo

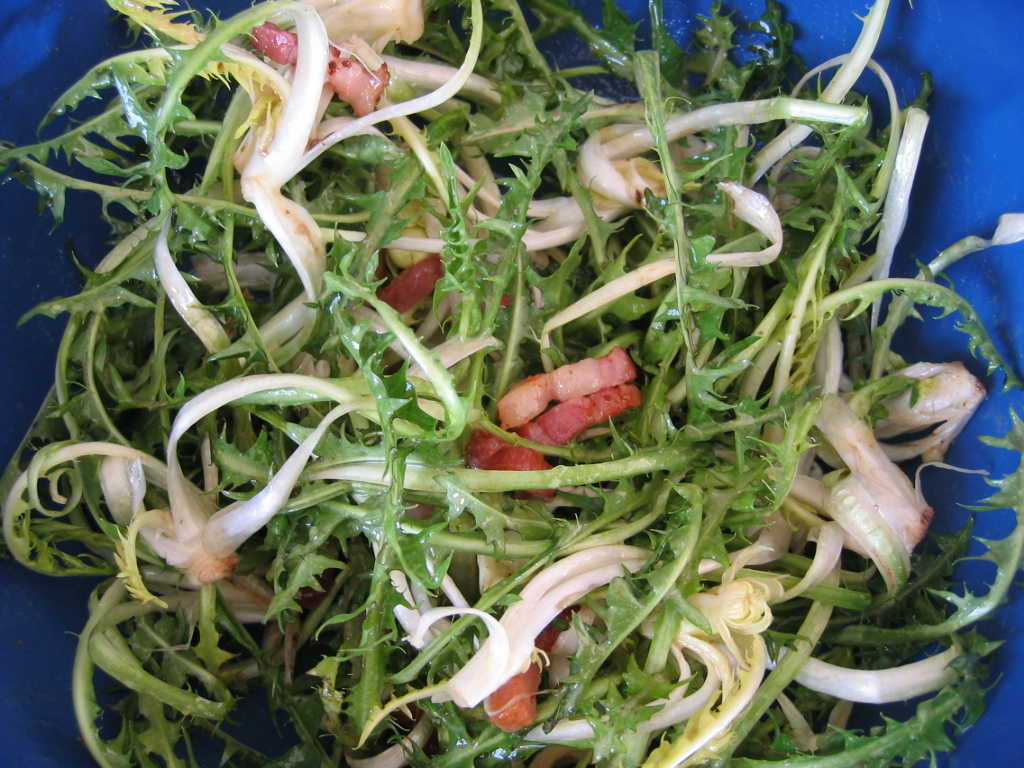
Paardenbloemsalade met spek

Typisch voor Canillo is onder meer paardenbloemsalade (amanida de xicoies).